# Фенилэтиламин
Фенилэтиламин (2-фенилэтиламин, фенэтиламин, β-фенилэтиламин, 1-амино-2-фенил-этан) — химическое соединение, являющееся начальным соединением для некоторых природных нейромедиаторов, а его производные являются психоделиками и стимуляторами.
Маслянистая жидкость, малорастворимая в воде (4,2 мл в 100 мл воды) и хорошо — в органических растворителях (диэтиловый эфир, этанол и др.).

## Встречаемость в природе

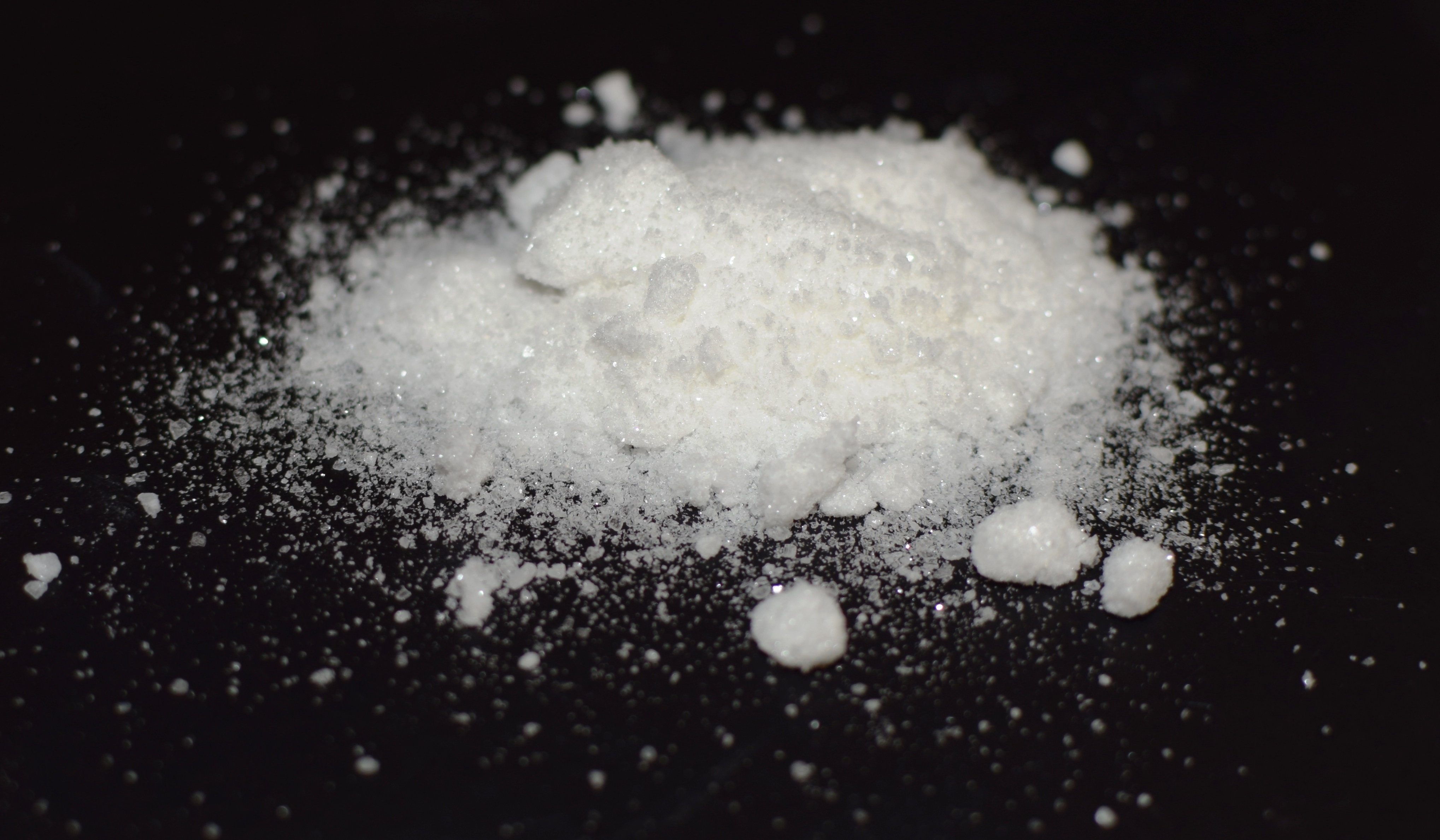
Фенилэтиламина гидрохлорид

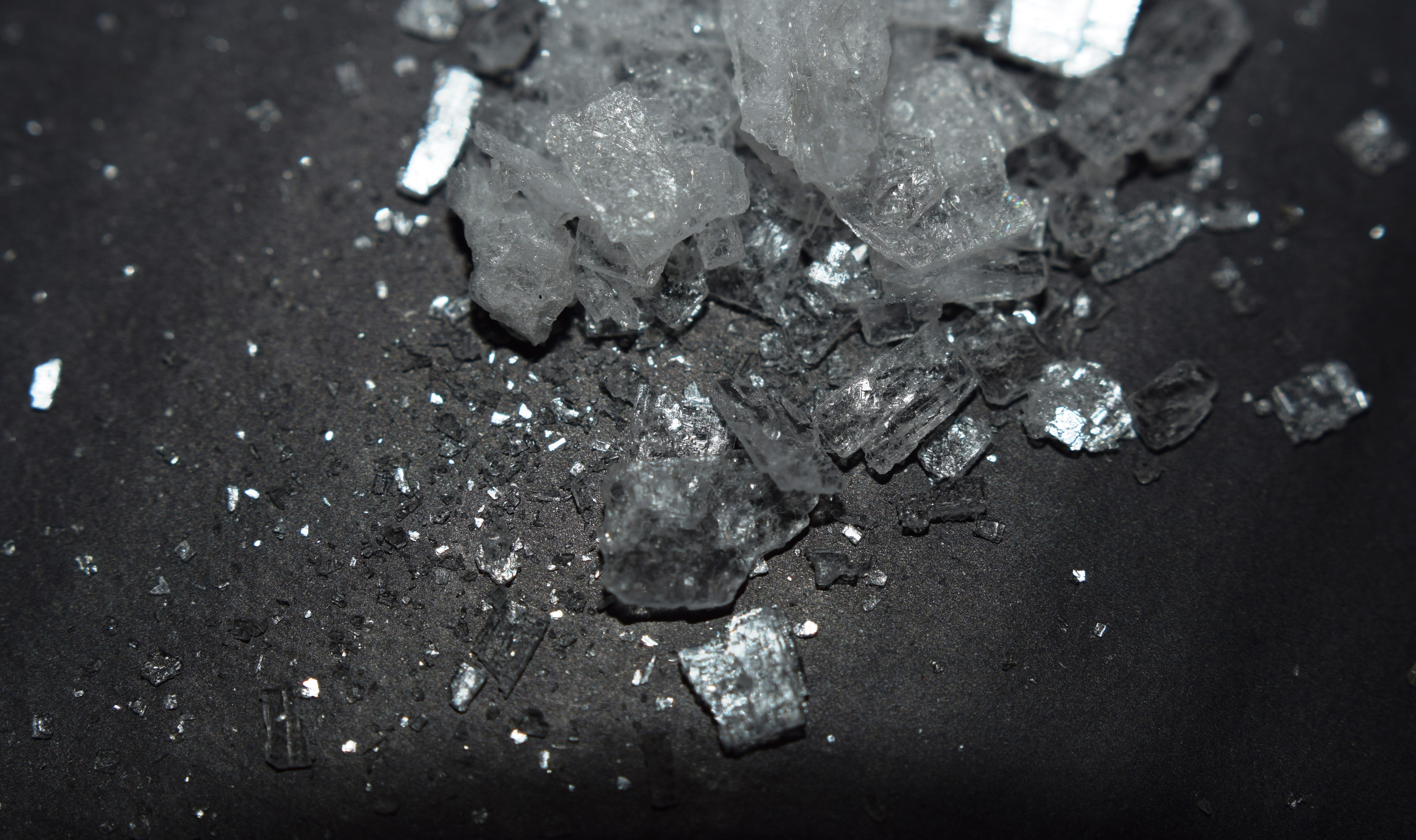
Фенилэтиламин гидрохлорид

Фенилэтиламин производится в организмах многих живых существ, от растений до млекопитающих, в том числе и в организме человека; также он производится некоторыми грибками и бактериями (рода: Lactobacillus, Clostridium, Pseudomonas и Enterobacteriaceae) и действует как мощный противомикробный препарат против некоторых патогенных штаммов кишечной палочки (например, штамм O157:H7) при достаточных концентрациях.

## Законодательные запреты
Фенилэтиламин в концентрации 15 процентов или более внесён как прекурсор в Список I (наркотические средства, психотропные вещества и их прекурсоры, оборот которых в Российской Федерации запрещён в соответствии с законодательством Российской Федерации и международными договорами Российской Федерации).

## Химические свойства
Фенилэтиламин — это биогенный амин, который состоит из бензольного кольца и аминоэтиловой группы. Это бесцветная жидкость, при комнатной температуре. Фенилэтиламин растворим в воде, спирте и эфире. Так же, как и другие низкомолекулярные амины, он имеет характерный запах. На открытом воздухе он образует твердую карбонатную соль при взаимодействии с углекислым газом. Вещество обладает раздражающим действием на кожу.

## Биохимические свойства
Период полувыведения вещества в крови составляет всего 5-10 минут, он быстро инактивируется ферментом моноаминооксидазой типа В уже в желудке до попадания в кровь, что делает этот компонент практически бесполезным.

## Биологическая роль
- Психическая стимуляция
- Поднятие настроения
- Ментальная концентрация

Известно, что фенилэтиламин, используемый в добавках при дозе 400 мг, неэффективен при употреблении внутрь, так как быстро распадается.
В головном мозге фенилэтиламин влияет на настроение и эмоции, увеличивает ментальную сосредоточенность. Это связано с повышением концентрации дофамина и норадреналина в межсинаптических пространствах. По действию напоминает амфетамин, без присущих ему побочных эффектов, однако возможно развитие психологической зависимости при длительном применении (физическая зависимость возможна только при парентеральном введении в спинно-мозговую жидкость с помощью, например, имплантированной помпы).

## Взаимодействие с лекарствами
Некоторые медицинские препараты класса антидепрессантов способны значительно повышать концентрацию β-фенилэтиламина в ЦНС человека. К ним относится группа препаратов блокирующих обратный нейрональный захват моноаминов и препаратов ингибирующих моноаминооксидазу. Фермент моноаминоксидаза типа Б имеет большую селективность к фенилэтиламинам в сравнении с МАО типа А.
Некоторые психотропные вещества группы фенилэтиламинов, например, амфетамин и метамфетамин, также способны ингибировать МАО и соответственно повышать концентрацию фенилэтиламина в организме. Это свойство обусловлено структурной схожестью с ИМАО типа Б.

## Содержание в продуктах и лекарствах
Фенилэтиламин содержится в целом ряде продуктов, включая шоколад, сладости, содержащие аспартам, диетические напитки. Даже учитывая большое содержание фенилэтиламина в этих продуктах, они не могут вызывать эйфорию за счет того, что фенилэтиламин даже не успевает достигнуть мозга.
На данный момент нет результатов исследований, доказывающих рациональность использования β-фенилэтиламина в этих продуктах, поскольку период полураспада фенилэтиламина в организме человека составляет 5-10 мин.
Вопреки распространенному заблуждению, лекарственные препараты Фенибут и Баклофен хотя и рассматриваются как производные γ-оксимасляной кислоты и β-фенилэтиламина, но не имеют в своем составе ни того, ни другого.